# Rubilepis camuseti
Rubilepis camuseti är en skalbaggsart som beskrevs av Dewailly 1950. Rubilepis camuseti ingår i släktet Rubilepis och familjen Melolonthidae. Inga underarter finns listade i Catalogue of Life.